# جيمس لي (كاتب أمريكي)
جيمس لي (بالإنجليزية: James Lee)‏ هو كاتب سيناريو أمريكي، ولد في 4 يناير 1923 في بليزانت ريدج في الولايات المتحدة، وتوفي في 2 يوليو 2002 في سانتا مونيكا في الولايات المتحدة بسبب نفاخ رئوي.

## وصلات خارجية
- جيمس لي على موقع IMDb (الإنجليزية)
- جيمس لي على موقع قاعدة بيانات برودواي على الإنترنت (الإنجليزية)
- جيمس لي على موقع قاعدة بيانات الفيلم (الإنجليزية)